# Kościół Bożego Ciała w Surażu
Kościół pw. Bożego Ciała w Surażu – rzymskokatolicki kościół parafialny w mieście Suraż, w województwie podlaskim. Należy do dekanatu Białystok-Nowe Miasto archidiecezji białostockiej.

## Historia

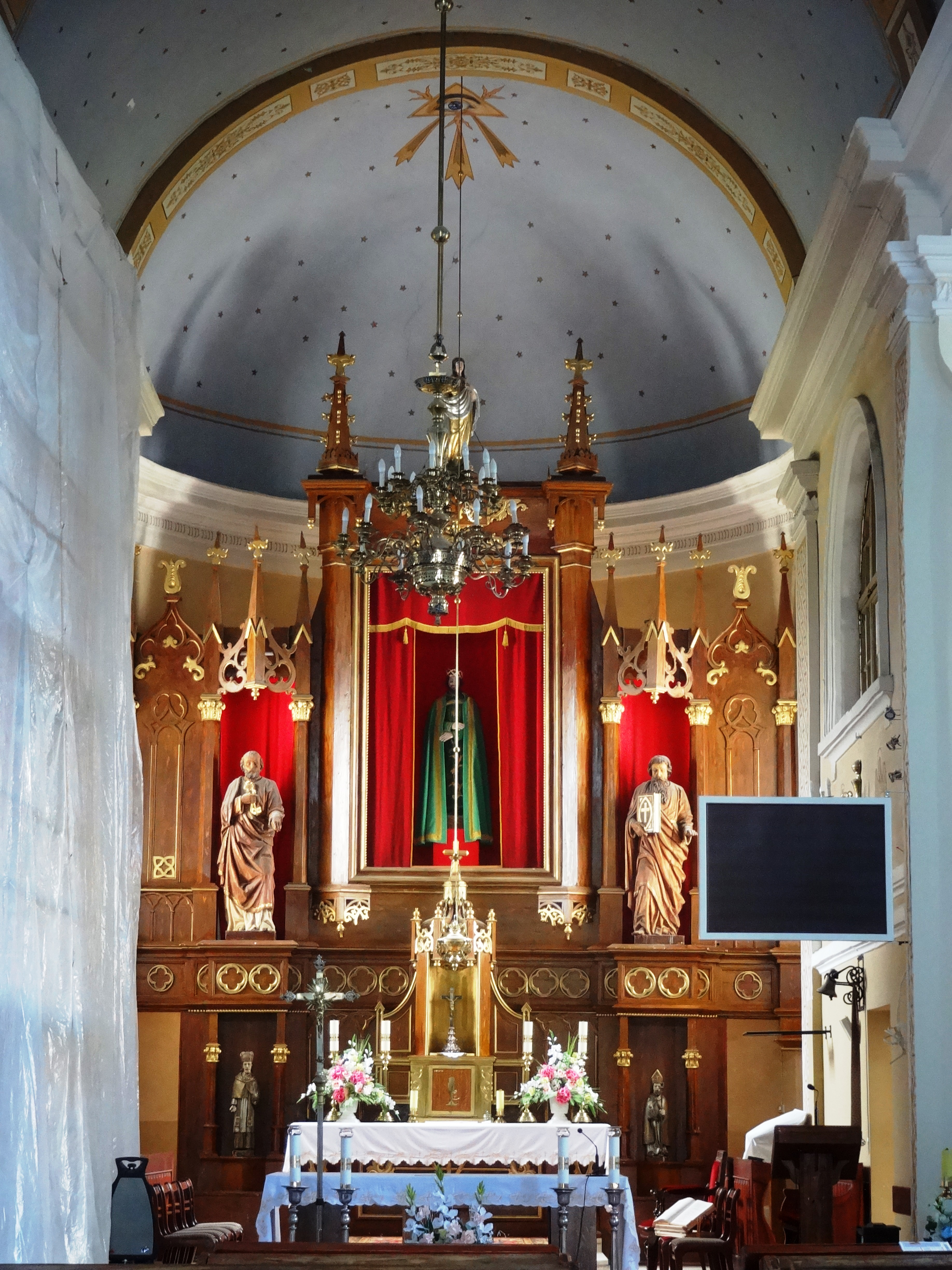
Ołtarz główny

Obecny kościół murowany został wzniesiony w latach 1874-76 przez proboszcza księdza Teofila Hryniewickiego na miejscu drewnianej świątyni z 1744 roku, spalonej przez uderzenie piorunem w 1872 roku. Budowla została poświęcona w dniu 18 grudnia 1876 roku przez dziekana białostockiego księdza Stanisława Lubotyckiego.  
W czasie I i II wojny światowej świątynia była ostrzeliwana. W związku z tym, wieża została odbudowana w zmienionej formie. W latach 80. XX wieku kościół został gruntownie wyremontowany. Do wyposażenia budowli należą neogotyckie ołtarze zbudowane na przełomie XIX i XX wieku. 